# Liste von Sakralbauten in Wiesbaden
Die Liste von Sakralbauten in Wiesbaden listet nach Konfessionen und Religionen unterteilt die Kirchengebäude und sonstigen Sakralbauten in der hessischen Landeshauptstadt Wiesbaden auf.

## Evangelisch-landeskirchliche Kirchen und Kapellen
| Bild | Inneres | Name                     | Stadtteil / Lage                                          | Bauzeit    | Anmerkungen / Baustil |
| ---- | ------- | ------------------------ | --------------------------------------------------------- | ---------- | --- |
|      |         | Marktkirche              | Wiesbaden Schlossplatz 4 (Standort)                       | 1853–1862  | Neogotische Backsteinkirche mit fünf(!) Türmen. |
|      |         | Bergkirche               | Wiesbaden Lehrstraße 6 (Standort)                         | 1879       | Neugotisches Kirchengebäude |
|      |         | Ringkirche               | Wiesbaden An der Ringkirche 3 (Standort)                  | 1892–1894  | Musterkirche für den evangelischen Kirchenbau im 19. Jahrhundert. (→ siehe Wiesbadener Programm) |
|      |         | Lutherkirche             | Wiesbaden Sartoriusstraße 16 (Standort)                   | 1908–1910  | Kirche im Jugendstil. Eine Besonderheit sind die beiden etwa gleich großen Orgeln. |
|      |         | Kreuzkirche              | Wiesbaden Walkmühltalanlagen 1 (Standort)                 | 1958       | |
|      |         | Thomaskirche             | Wiesbaden Richard-Wagner-Straße 88 (Standort)             | 1964       | Erbaut am Geisberg, gestaltet vom Architekten Rainer Schell |
|      |         | Stephanuskirche          | Wiesbaden Klarenthaler Straße 22 (Standort)               | 1931       | Ursprünglich als Notkirche für die Ringkirchengemeinde errichtet. |
|      |         | Matthäuskirche           | Wiesbaden Daimlerstraße 15 (Standort)                     | ~ 1960     | |
|      |         | Johanneskirche           | Wiesbaden Hauberrisserstraße 17 (Standort)                | 2012       | Neubau der Kirche anstelle des Gemeindezentrums von 1964. |
|      |         | Evangelische Kirche      | Wiesbaden-Auringen Kirchenhügel 1A (Standort)             | 1716       | Barocke Saalkirche |
|      |         | Hauptkirche              | Wiesbaden-Biebrich Didierstraße 2 (Standort)              | 1716       | Barocke Saalkirche |
|      |         | Oranier-Gedächtniskirche | Wiesbaden-Biebrich Adolf-Todt-Straße 9 (Standort)         | 1902–1905  | |
|      |         | Heilig-Geist-Kirche      | Wiesbaden-Biebrich Drususstraße 26 (Standort)             | ~ 1960     | Kirchengebäude aus Beton mit parabelförmigen Querschnitt |
|      |         | Markuskirche             | Wiesbaden-Biebrich Waldstraße 85 (Standort)               | ~ 1950     | |
|      |         | Albert-Schweitzer-Kirche | Wiesbaden-Biebrich Albert-Schweitzer-Allee 44 (Standort)  | ~ 1970     | |
|      |         | Nikolauskirche           | Wiesbaden-Bierstadt Anton-Jäger-Straße 2 (Standort)       | 11. Jh.    | Älteste Kirche der Stadt. |
|      |         | Evangelische Kirche      | Wiesbaden-Delkenheim Dekan-Lindenbein-Straße 6 (Standort) | 1894       | Neugotisches Kirchengebäude |
|      |         | Evangelische Kirche      | Wiesbaden-Dotzheim Römergasse 1 (Standort)                | 1718       | Barocke Saalkirche |
|      |         | Pauluskirche             | Wiesbaden-Erbenheim Ringstraße 9 (Standort)               | 1731       | |
|      |         | Gustav-Adolf-Kirche      | Wiesbaden-Frauenstein Kirschblütenstraße 28 (Standort)    | ~ 1960     | |
|      |         | Dreikönigskirche         | Wiesbaden-Freudenberg Nelkenweg 4 (Standort)              | ~ 1970     | |
|      |         | Lukaskirche              | Wiesbaden-Gräselberg Klagenfurter Ring 63 (Standort)      | 1971       | |
|      |         | Evangelische Kirche      | Wiesbaden-Heßloch Jagdweg 2 (Standort)                    | ~ 1960     | |
|      |         | Evangelische Kirche      | Wiesbaden-Igstadt Altmünsterstraße 8 (Standort)           | 1728       | Barocke Saalkirche |
|      |         | Evangelische Kirche      | Wiesbaden-Klarenthal Graf-von-Galen-Straße 32 (Standort)  | 1972       | |
|      |         | Evangelische Kirche      | Wiesbaden-Kloppenheim Pfarrstraße 6 (Standort)            | 1708       | |
|      |         | Gustav-Adolf-Kirche      | Wiesbaden-Mainz-Amöneburg Am Helgenpfad 15 (Standort)     | 1932       | |
|      |         | Erlöserkirche            | Wiesbaden-Mainz-Kastel Paulusplatz 5 (Standort)           | 1963       | |
|      |         | Evangelische Kirche      | Wiesbaden-Medenbach Fritz-Erler-Straße 11 (Standort)      | 1650/ 1740 | Barocke Saalkirche |
|      |         | Autobahnkirche           | Wiesbaden-Medenbach In der Hofreite 8 (Standort)          | 2001       | |
|      |         | Evangelische Kirche      | Wiesbaden-Naurod Kirchhohl 3 (Standort)                   | 1730       | Barocker Zentralbau mit Kuppel. |
|      |         | Evangelische Kirche      | Wiesbaden-Nordenstadt Turmstraße 21 (Standort)            | ~ 1721     | Barocke Saalkirche |
|      |         | Evangelische Kirche      | Wiesbaden-Rambach Kirchweg 5 (Standort)                   | 1892       | Neugotisches Kirchengebäude |
|      |         | Erlöserkirche            | Wiesbaden-Sauerland Föhrer Straße 84 (Standort)           | 1995       | |
|      |         | Christophoruskirche      | Wiesbaden-Schierstein Paradiesgäßchen 9 (Standort)        | 1752–1754  | Barocke Saalkirche |
|      |         | Auferstehungsgemeinde    | Wiesbaden-Schierstein Heinrich-Zille-Straße 46 (Standort) | 1972       | in Schierstein-Nord gelegen, zum 1. Januar 1967 aus der Christophorusgemeinde im Ortskern ausgegliedert, Grundsteinlegung für Gemeindezentrum am 8. April 1972 nach Entwurf des Wiesbadener Architekturbüros Siepmann |
|      |         | Thalkirche               | Wiesbaden-Sonnenberg Talstraße 15 (Standort)              | 1535       | |

## Römisch-katholische Kirchen und Kapellen
| Bild | Inneres | Name                    | Stadtteil / Lage                                           | Bauzeit    | Anmerkungen / Baustil |
| ---- | ------- | ----------------------- | ---------------------------------------------------------- | ---------- | --- |
|      |         | St. Bonifatius          | Wiesbaden Luisenstraße 33 (Standort)                       | 1844–1849  | neugotische Stadtpfarrkirche |
|      |         | Maria Hilf              | Wiesbaden Platter Straße 5 (Standort)                      | 1895       | Neuromanisches Kirchengebäude |
|      |         | Heilige Dreifaltigkeit  | Wiesbaden Frauenlobstraße 5 (Standort)                     | 1912       | Neuromanisches Kirchengebäude |
|      |         | St. Elisabeth           | Wiesbaden Zietenring 18 (Standort)                         | 1936       | Kirchengebäude im Stil der Neuen Sachlichkeit                                                                                          |
|      |         | Heilige Familie         | Wiesbaden Lessingstraße 19 (Standort)                      | 1956       | |
|      |         | St. Mauritius           | Wiesbaden Abeggstraße 37 (Standort)                        | 1960       | Kirchengebäude im Stil des Brutalismus                                                                                                 |
|      |         | St. Andreas             | Wiesbaden Aßmannshäuserstraße 11 (Standort)                | 1965       | |
|      |         | St. Elisabeth           | Wiesbaden-Auringen Auf den Erlen 15 (Standort)             | 1991       | |
|      |         | St. Marien              | Wiesbaden-Biebrich Breslauer Straße 1 (Standort)           | 1876       | Neuromanisches Kirchengebäude |
|      |         | Herz Jesu               | Wiesbaden-Biebrich Kreitzstraße 3 (Standort)               | 1898       | Neugotisches Kirchengebäude |
|      |         | St. Kilian              | Wiesbaden-Biebrich Holsteinstraße 15 (Standort)            | 1937       | |
|      |         | St. Hedwig              | Wiesbaden-Biebrich Erich-Ollenhauer-Straße 40 (Standort)   | 1974       | |
|      |         | St. Birgid              | Wiesbaden-Bierstadt Birgidstraße 2A (Standort)             | 1939       | |
|      |         | St. Stephan             | Wiesbaden-Delkenheim Stuttgarter Straße 2 (Standort)       | ~ 1977     | |
|      |         | St. Josef               | Wiesbaden-Dotzheim Josefstraße 15 (Standort)               | ~ 1970     | |
|      |         | Maria Aufnahme          | Wiesbaden-Erbenheim Sigismundstraße 5 (Standort)           | 1978       | |
|      |         | St. Georg und Katharina | Wiesbaden-Frauenstein Georgstraße 2 (Standort)             | 1509/ 1954 | 1954 wurde die neue Pfarrkirche rechtwinklig an die alte Kirche aus dem 16. Jahrhundert angebaut.                                      |
|      |         | St. Klara               | Wiesbaden-Klarenthal Graf-von-Galen-Straße 3 (Standort)    | 1968       | |
|      |         | Mariä Heimsuchung       | Wiesbaden-Kohlheck Helmholtzstraße 58 (Standort)           | 1966       | |
|      |         | Maria Immaculata        | Wiesbaden-Mainz-Amöneburg Dyckerhoffstraße 18 (Standort)   | 1905       | |
|      |         | St. Georg               | Wiesbaden-Mainz-Kastel Rochusplatz 7 (Standort)            | 1955       | Wiederaufbau nach dem Zweiten Weltkrieg.                                                                                               |
|      |         | St. Kilian              | Wiesbaden-Mainz-Kostheim Kirchplatz 1 (Standort)           | 1836       | Neuromanische Kirche |
|      |         | Maria Hilf              | Wiesbaden-Mainz-Kostheim Flörsheimer Straße 47 (Standort)  | 1954       | |
|      |         | Christkönig             | Wiesbaden-Nordenstadt Borkestraße 4 (Standort)             | ~ 1965     | |
|      |         | St. Johannes Evangelist | Wiesbaden-Rambach Dijonstraße 1 (Standort)                 | 1963       | Wurde im Dezember 2020 profaniert und wird seither durch die Sektion Wiesbaden des Deutschen Alpenvereins als Geschäftsstelle genutzt. |
|      |         | St. Peter und Paul      | Wiesbaden-Schierstein Alfred-Schumann-Straße 29 (Standort) | 1968       | |
|      |         | Herz Jesu               | Wiesbaden-Sonnenberg Schuppstraße 21 (Standort)            | 1890       | Neugotisches Kirchengebäude |

## Weitere Kirchengebäude
| Bild | Inneres | Name                           | Konfession                            | Stadtteil / Lage                                      | Bauzeit | Anmerkungen                 |
| ---- | ------- | ------------------------------ | ------------------------------------- | ----------------------------------------------------- | ------- | --------------------------- |
|      |         | Friedenskirche                 | Alt-katholisch                        | Wiesbaden Schwalbacher Straße 60 (Standort)           | 1900    | Neugotisches Kirchengebäude |
|      |         | St. Augustine’s of Canterbury  | Anglikanisch                          | Wiesbaden Frankfurter Straße 3 (Standort)             | 1865    | Neugotisches Kirchengebäude |
|      |         | Alt-Lutherische Christuskirche | Alt-Lutherisch (SELK)                 | Wiesbaden Daimlerstraße 38 (Standort)                 | 1967    |                             |
|      |         | Baptistische Christuskirche    | Evangelische Freikirche der Baptisten | Wiesbaden Friedrich-Naumann-Straße 25 (Standort)      |         |                             |
|      |         | Heilige Elisabeth              | Russisch-Orthodox                     | Wiesbaden Christian-Spielmann-Weg 1 (Standort)        | 1855    |                             |
|      |         | Neuapostolische Kirche         | Neuap.                                | Wiesbaden Schiersteiner Straße 40 (Standort)          |         |                             |
|      |         | Neuapostolische Kirche         | Neuap.                                | Wiesbaden/Mainz-Kostheim Kiefernstraße 19 (Standort)  |         |                             |
|      |         | Friedenskirche                 | Ev.-meth.                             | Wiesbaden-Mainz-Kastel AntonHehn-Straße 30 (Standort) |         |                             |

## Judentum

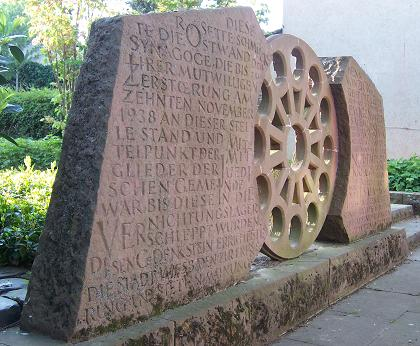
Gedenkstätte der Synagoge Schierstein

- Synagoge am Michelsberg, 1869 eingeweiht, Architekt Philipp Hoffmann, von den Nationalsozialisten zerstört und im Juni 1939 abgerissen[3]
- Synagoge in der Friedrichsstraße, in den 1880er-Jahren von der Altisraelitischen Kultusgemeinde gebaut, im Novemberpogrom 1938 geschändet und beschädigt aber aus Sorge um die umstehenden Gebäude nicht angezündet, durch die im Dezember 1946 wieder begründete jüdische Gemeinde als neues Gemeindezentrum aufgebaut. Am 11. September 1966 wurde ein Neubau eingeweiht[3]
- Synagoge Biebrich, erbaut 1829/30 als Ersatz für seit Anfang des 19. Jahrhunderts bestehenden Betsaal, im Novemberpogrom 1938 geschändet und ihre Inneneinrichtung zerstört, im Krieg durch Bombardement zerstört und abgebrochen, 1945 wurde das Grundstück Rathausstraße 37 neu bebaut und 2010 eine Gedenkstele errichtet[4]
- Synagoge Bierstadt, erbaut 1825/27, heutige Adresse wäre Poststraße 5, beim Novemberpogrom 1938 geschändet und verwüstet, anschließend als Lagerraum genutzt und 1971 abgebrochen[5]
- Synagoge Mainz-Kastel, 1833/34 Errichtung einer Synagoge mit Gemeindehaus in der Frühlingsstraße, wegen schrumpfender Gemeinde 1922 verkauft und anschließend durch Mehrfamilienhaus überbaut[6]
- Synagoge Schierstein, 1858 eingeweiht, im Novemberpogrom 1938 zerstört, 1967 wurde die Ruine abgebrochen, heute Gedenkstätte in der Bernhard-Schwarz-Straße[7][8]

In Breckenheim bestand rund 250 Jahre bis zur Mitte des 19. Jahrhunderts ein Betraum oder eine Synagoge, dann wurden die Kultgegenstände aus dem Gebäude in der Alten Dorfstraße in die Synagoge Wallau gebracht und die Gemeinde dort angeschlossen. In Dotzheim befand sich vermutlich ein Betsaal in einem der jüdischen Häuser.

## Islam

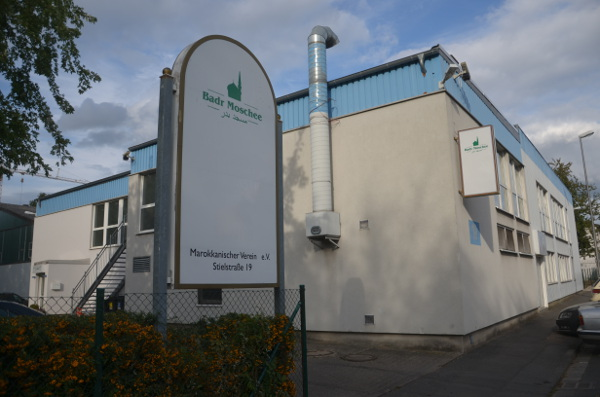
Masjid-Badr-Moschee, Schierstein

- Omar ibn Al-Khattab Moschee Wiesbaden, Henkellstraße 12
- Moschee, Holzstraße 36, Ditib
- Tauhid-Moschee, Fischbacher Str. 3
- Masjid-Badr-Moschee, Stielstraße, Schierstein